# Ледена дворана Пионир
44° 48′ 56.08″ N 20° 29′ 02.12″ E / 44.8155778° С; 20.4839222° И
Ледена дворана Пионир је спортска дворана у Београду. Дворана се налази на Карабурми  у општини Палилула. У склопу је спортског комплекса Пионир који је најмлађи спортски објекат у склопу спортско-рекреационог центра Ташмајдан. Хала је саграђена 12. марта 1978. године. Реновирана је 2001. године. Површина хале је 6.000 m², а ледена површина је 1800 m². Испод бетона постављено је 21 km цеви за замрзавање.

## Догађаји

### Хокеј на леду
- 4—8. јануар 2001. — Светско првенство до 20 година — Дивизија III
- 5—9. јануар 2002. — Светско првенство до 20 година — Дивизија III
- 5—11. март 2003. — Светско првенство до 18 година — Дивизија II, Група Б
- 4—10. април 2005. — Светско првенство — Дивизија II, Група Б
- 10—16. јануар 2006. — Светско првенство до 20 година — Дивизија II, Група Б
- 16—24. јануар 2008. — Светско првенство до 20 година — Дивизија III
- 9—15. април 2014. — Светско првенство — Дивизија II, Група А

## Галерија
- Спољашњи изглед хале
- Пионир без леда
- Светско првенство: Србија – Израел
- Дерби Партизан – Црвена звезда